# Supercopa Argentina 2024
La Supercopa Argentina 2024 sarà l'11ª edizione della Supercopa Argentina, il trofeo che vede sfidarsi la vincente del massimo campionato professionistico argentino di calcio, la Primera División, e il torneo ad eliminazione diretta nazionale, la Copa Argentina.
La manifestazione doveva svolgersi in un'unica gara e in campo neutro, vedendo sfidarsi il Vélez Sarsfield (campione della Liga Profesional 2024 e il Central Córdoba di Santiago del Estero, campione della Copa Argentina 2024.
Inizialmente era programmata per il 12 marzo 2025.. Il 27 febbraio 2024 la AFA ha reso noto il rinvio della manifestazione per problemi di natura logistico-organizzativa. Successivamente, il 26 marzo 2025, è stato comunicato che la manifestazione si terrà il 6 settembre 2025.

## Formato
La manifestazione si disputerà in campo neutro ed in gara unica. Il regolamento prevede la disputa di due tempi regolamentari, nonché di due tempi supplementari ed, eventualmente, dei calci di rigore in caso di permanenza del risultato di parità.

## Partecipanti
| Squadre               | Qualificazione                         | Partecipazioni precedenti (il grassetto indica la vittoria) |
| --------------------- | -------------------------------------- | ----------------------------------------------------------- |
| Vélez Sarsfield       | Vincitrice della Liga Profesional 2024 | 1 (2013)                                                    |
| Central Córdoba (SdE) | Finalista della Copa Argentina 2024    | Nessuna                                                     |

## Tabellino
| 6 settembre 2025, ore UTC-3 | Vélez Sarsfield | – | Central Córdoba (SdE) | [ 5 ] |